# 云南迦楼果
云南迦楼果 (学名：Anacolosa griffithii) 是兜帽果科迦楼果属的一种常绿灌木或小乔木。分布于缅甸、泰国、柬埔寨、越南以及中国的云南省。

## 形态
云南迦楼果高约2.5–3米。其小枝在新鲜时呈绿色，在干燥后略带紫褐色，表面光滑。叶子互生，革质，全缘，长椭圆形至披针形。
花通常3-8朵近簇生于腋生的短枝先端，花梗无毛或微柔毛。花苞近球形，花瓣黄绿色，长约4毫米，先端开裂，稍外弯，裂片近三角形，外面无毛，内部雄蕊顶端处密被淡黄色纤毛。子房上位，花柱圆锥形。
果实椭圆球形至倒卵球形，淡黄色至红褐色，密被白色小点。花期为7–8月，果期为10月至第二年5月。